# Jäger-Regiment zu Pferde Nr. 2

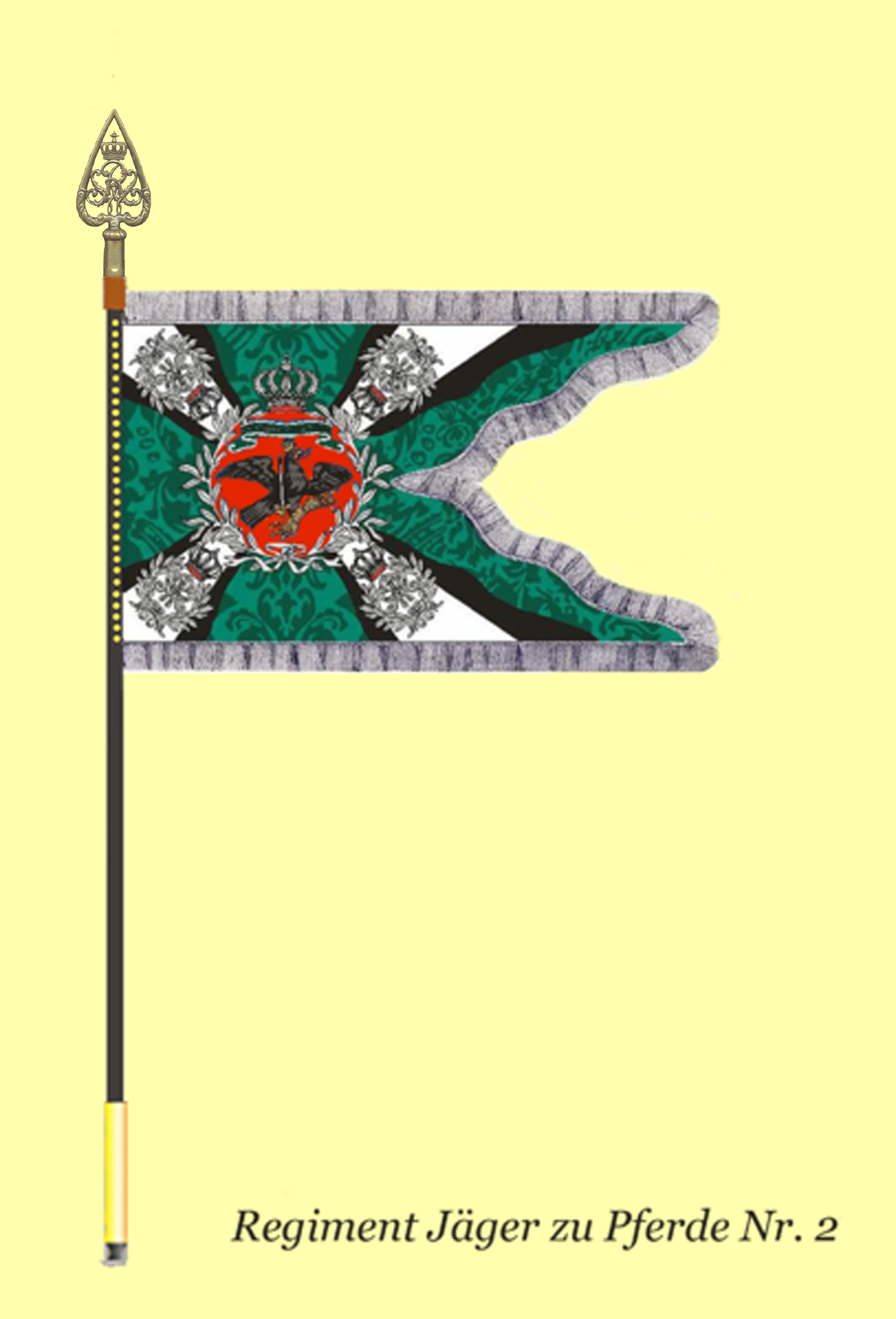
Standarte des Regiments

Das Jäger-Regiment zu Pferde Nr. 2 war ein Regiment der Preußischen Armee. Die Jäger zu Pferde sind Einheiten der leichten Kavallerie, die überwiegend für Aufklärungs- und  Sicherungsaufgaben eingesetzt wurden.

## Organisation und Verbandszugehörigkeit
- XI. Armee-Korps in Kassel

Kommandierender General: General der Infanterie Reinhard von Scheffer-Boyadel
- 38. Division in Erfurt

Kommandeur: Generalleutnant Ernst Wagner
- 38. Kavallerie-Brigade in Erfurt

Kommandeur: Generalmajor Paul Weinschenk

## Aufstellung
Im Jahre 1900 war durch Allerhöchste Kabinetts Ordre (A.K.O.) die Aufstellung eines „Kombinierten Jäger Detachements zu Pferde“ zu zwei Eskadronen mit Garnison in Langensalza befohlen worden. Es war dem XI. Armee-Korps zugeteilt. Die Aufstellung war am 1. Oktober 1900 (Stiftungstag) beendet, die Truppe von diesem Tag an einsatzbereit.
Als im Jahre 1905 der Reichstag die Gelder für die Aufstellung von drei Regimentern Jäger zu Pferde bewilligte, begann die Erweiterung des bisherigen Detachements zum Jäger-Regiment zu Pferde Nr. 2. Das Gerüst bildete die beiden bisherigen Detachement-Eskadrons, als 1. und 2. Eskadron, denen die folgenden Verbände beigestellt wurden:
- die Garde-Jäger-Eskadron zu Pferde aus Potsdam als 3. Eskadron
- die 3. Eskadron des Magdeburgischen Husaren-Regiments Nr. 10 aus Stendal als 4. Eskadron
- die 5. Eskadron des Braunschweigischen Husaren-Regiments Nr. 17 aus Braunschweig als 5. Eskadron

Erster Kommandeur des Regiments wurde Oberstleutnant von Brauchitsch. Langensalza wurde als Garnison beibehalten.

## Uniform
Die Uniformen hatten dasselbe Muster wie die der Kürassiere, jedoch mit folgenden Änderungen:
- Graugrüner Koller (ab 1910) Waffenrock mit schwedischen Aufschlägen, Aufschläge und alle Vorstöße hellgrün, Schulterklappen jedoch Vorstöße in ponceaurot als Abzeichenfarbe. Um Kragen und Aufschläge verliefen hellgrüne Borten, die einen breiten Mittelstreifen und schmale Randstreifen in der Abzeichenfarbe hatten. Für Offiziere bestand der Besatz in goldener oder silberner Tresse mit schmalen Randstreifen in Abzeichenfarbe. Schulterklappen mit Regimentsnummer.

Feldmütze: Von graugrüner Farbe mit hellgrünen Besatzstreifen und zitronengelben Vorstößen
- Helm: Ähnlich wie Kürassierhelm, aus geschwärztem Stahlblech mit Dragoneradler. Ränder mit neusilbernen Einfassungsschienen. Spitze wie Dragonerhelm mit kleeblattförmigem Aufsatz. (Offiziere mit gekehlter Spitze wie Kürassier-Offiziere.) Gewölbte Schuppenkette aus Tombak.
- Kürassier Stiefel aus naturbraunem Leder

Mannschaftshelm des Jäger-Regiments zu Pferde Nr. 2

- Lanzenflagge weiß-schwarz

## Erster Weltkrieg
Nach der Mobilmachung anlässlich des Ersten Weltkriegs wurde das Regiment nach Lothringen verlegt, übernahm den Grenzschutz im Bereich der 8. Kavallerie-Division (Königlich Sächsische) und sicherte im Vormarschbereich der 6. Armee.
Ab September 1914 verlegte das Regiment nach Ostpreußen und nahm dort an den Verfolgungskämpfen in Polen und an der Schlacht bei Warschau teil. Es war vorwiegend mit Aufklärungs- und Meldeaufgaben beauftragt, wobei es zu kleineren Gefechten mit russischer Kavallerie kam. Im November 1914 nahmen die Jäger an der Schlacht um Łódź teil. Im Frühjahr und Sommer 1915 waren sie auch im Stellungskrieg zwischen Kurland und Düna eingesetzt. Die Jahre 1916 und 1917 brachten dem Regiment keine größeren Kampfhandlungen. Zu Beginn des Jahres 1918 in den Westen verlegt, begann, mit Abgabe der Pferde, die Ausbildung zum Kavallerie-Schützen-Regiment. Gemeinsam mit dem Schützenkommando 38 erfolgte der Übertritt zur Garde-Kavallerie-Schützen-Division.
Ab Ende Mai 1918 kämpfte das Regiment bei Reims und verlegte in der zweiten Jahreshälfte in den Norden, wo es sich bei den Kämpfen um St. Etienne besonders auszeichnete.
Mit der 1. Armee trat die Garde-Kavallerie-Schützen-Division ab dem 4. November 1918 den Rückmarsch auf die Antwerpen-Maas-Stellung an, wobei Teile des Regiments die Nachhut bildeten. Nach dem Waffenstillstand trat das Regiment ab dem 13. November 1918 den Rückmarsch in die Heimat an, wobei am 17. November die Grenze bei Dasburg erreicht wurde. Ab dem 5. Dezember wurde das Regiment nach Potsdam verladen, von wo es in die Hauptkadettenanstalt nach Groß-Lichterfelde bei Berlin marschierte.
Die Kavallerie-Schützen nahmen dann an den Kämpfen gegen die Spartakisten in Berlin teil, die bis zum Frühjahr 1919 andauerten. Im April verlegte das Regiment noch in die Gegend von Zossen, wo es auf die Reichswehrtruppen aufgeteilt wurde und zu Bestehen aufhörte.
- Die 4. Eskadron zum Reichswehr-Kavallerie-Regiment 20 am 9. August 1919
- Die übrigen Eskadrons als II. Bataillon zum Reichswehr-Infanterie-Regiment 59

Die Tradition übernahm in der Reichswehr die Ausbildungs-Eskadron des 7. (Preußisches) Reiter-Regiments in Breslau.

## Kommandeure
| Dienstgrad            | Name                  | Berufung         | Abberufung     |
| --------------------- | --------------------- | ---------------- | -------------- |
| Oberstleutnant/Oberst | Louis von Brauchitsch | 01. Oktober 1905 | 19. März 1911  |
| Oberstleutnant        | Hermann Seul          | 20. März 1911    | 21. März 1914  |
| Oberstleutnant        | Fedor von Müller      | 22. März 1914    | 30. April 1918 |
| Major                 | Albert Schoen         | 01. Mai 1918     | 1919           |